# Bengalischer Solarkalender
Der traditionelle bengalische Sonnenkalender (bengalisch বাংলা সন bāṃlā san, bangla shon) wurde unter dem Großmogul Akbar I. 1584 eingeführt.

## Geschichte
Die ältesten Hinweise auf Zeitrechnung auf dem indischen Subkontinent gibt es bereits in den Veden, deren älteste Teile bis etwa 1200 v. Chr. zurückreichen. Aus späterer Zeit stammt das Jyotisha Vedanga mit Abhandlungen über Astronomie und Astrologie. Griechische und westasiatische Kenntnisse beeinflussten in den ersten Jahrhunderten n. Chr. die Siddhantas (astronomische Lehrbücher). Vor allem das Surya-Siddhanta bildete die Grundlage aller Kalender des indischen Subkontinents. Die arabischen Eroberer brachten die islamische Zeitrechnung mit. Unter Großmogul Akbar wurde 1584 ein persischer Kalender eingeführt, um die Vielzahl der unterschiedlichen Kalendersysteme für die Verwaltung zu vereinheitlichen. Dieser Kalender wurde aber nur wenige Jahrzehnte benutzt. In Bengalen wurde dann eine Modifikation des traditionellen hinduistischen Kalenders verwendet. Ein reformierter Kalender – ähnlich dem Indischen Nationalkalender – wurde 1966 in Ostpakistan, dem heutigen Bangladesch eingeführt. In den indischen Bundesstaaten Westbengalen, Tripura und Assam wurde weiter der hier beschriebene bengalische Kalender verwendet.

## Jahr
Das Jahr ist ein siderisches Jahr. In den Surya Siddhantas wird die Länge mit 365,2587558 Tagen (365 Tage 6 Stunden 12 Minuten 36,5 Sekunden) angegeben; andere Siddhantas weichen davon um einige Sekunden ab. Der tatsächliche Wert beträgt 365,256360 Tage (365 Tage 6 Stunden 9 Minuten 9,5 Sekunden).
Das Jahr besteht aus 365 oder 366 Tagen.
Jahreszählung
Bei der Kalenderreform des Großmoguls Akbar wurde 1584 festgelegt, dass die Zählung der bengalischen Ära (BS) mit der Zählung nach der Hidschra übereinstimmen sollte. Das Jahr seiner Thronbesteigung 963 AH war demnach das Jahr 963 BS, zugleich das Jahr 1555/56 n. Chr. Da der bengalische Kalender ein siderisches Jahr, der islamische Kalender aber ein Mondjahr verwendet, liegt die bengalische Zählung inzwischen 14 Jahre zurück: 1416/17 BS = 1431 AH = 2010/11 n. Chr. Um für ein Jahr der bengalischen Ära das Jahr n. Chr. zu ermitteln, muss je nach Jahreszeit 593 oder 594 addiert werden.
Jahresanfang
Der Jahresanfang wird durch den Eintritt der Sonne in das Tierkreiszeichen Widder bestimmt. Wenn der Eintritt zwischen Sonnenaufgang (Tagesbeginn) und Mitternacht eintritt, beginnt das Jahr am nächsten Tag, wenn der Eintritt zwischen Mitternacht und Sonnenaufgang eintritt, beginnt das Jahr am übernächsten Tag, wobei es noch besondere Regeln gibt.
Genauigkeit
Das Siddhanta-Jahr ist mit 365,2587558 Tagen um 0,0023958 Tage (3 Minuten und 26 Sekunden) länger als das siderische Jahr mit 365,256360 Tagen. Damit verschiebt es sich in rund 400 Jahren um einen Tag gegen den Fixsternhimmel.
Das Siddhanta-Jahr ist mit 365,2587558 Tagen um 0,01656528 Tage (23 Minuten und 51 Sekunden) länger als das tropische Jahr mit 365,24219052 Tagen. Damit verschiebt es sich in rund 60 Jahren um einen Tag gegenüber den Jahreszeiten. Gegenwärtig beginnt das Jahr 23 Tage nach der Frühlingstagundnachtgleiche.

## Monat
Der Weg, den die Sonne scheinbar in einem siderischen Jahr zurücklegt, wird in 12 Tierkreiszeichen zu je 30° eingeteilt. Da die Umlaufbahn der Erde um die Sonne eine Ellipse ist, steht die Sonne bei ihrem scheinbaren Lauf unterschiedlich lange in den einzelnen Tierkreiszeichen.
Monatsanfang
Der Monatsanfang wird durch den Eintritt der Sonne in ein neues Tierkreiszeichen bestimmt. Wenn der Eintritt zwischen Sonnenaufgang (Tagesbeginn) und Mitternacht eintritt, beginnt der Monat am nächsten Tag, wenn der Eintritt zwischen Mitternacht und Sonnenaufgang eintritt, beginnt der Monat am übernächsten Tag, wobei es noch besondere Regeln gibt.
Monatslänge
Die Sonne steht bei ihrem scheinbaren Lauf unterschiedlich lange in den einzelnen Tierkreiszeichen. Die Zeit schwankt zwischen 29,34806 Tagen (29 Tage 8 Stunden 21 Minuten 12 Sekunden) und 31,61057 Tagen (31 Tage 14 Stunden 39 Minuten 13 Sekunden). Entsprechend dauert ein Monat zwischen 29 und 32 Tagen und kann in verschiedenen Jahren verschiedene Längen haben.
Monatsnamen
Die Monate wurden ursprünglich nach den Mondhäusern (Nakshatra) benannt, in denen der Eintritt der Sonne in ein neues Tierkreiszeichen stattfand. Die Monate des Jahres haben folgende Namen und entsprechende Daten im gregorianischen Kalender:
| Monat      | Monat      | Monat         | Monat         | ১৪১৯ / 1419 | ১৪১৯ / 1419           | ১৪১৯ / 1419           | ১৪২০ / 1420 | ১৪২০ / 1420           | ১৪২০ / 1420           | ১৪২১ / 1421 | ১৪২১ / 1421           | ১৪২১ / 1421           | ১৪২২ / 1422 | ১৪২২ / 1422           | ১৪২২ / 1422           | ১৪২৩ / 1423 | ১৪২৩ / 1423           | ১৪২৩ / 1423           |
| bengalisch | bengalisch | Transkription | Transkription | Anzahl Tage | gregorianisches Datum | gregorianisches Datum | Anzahl Tage | gregorianisches Datum | gregorianisches Datum | Anzahl Tage | gregorianisches Datum | gregorianisches Datum | Anzahl Tage | gregorianisches Datum | gregorianisches Datum | Anzahl Tage | gregorianisches Datum | gregorianisches Datum |
| ---------- | ---------- | ------------- | ------------- | ----------- | --------------------- | --------------------- | ----------- | --------------------- | --------------------- | ----------- | --------------------- | --------------------- | ----------- | --------------------- | --------------------- | ----------- | --------------------- | --------------------- |
| ১          | বৈশাখ        | 1.            | Boishakh      | 31          | 14.                   | April 2012            | 31          | 15.                   | April 2013            | 31          | 15.                   | April 2014            | 31          | 15.                   | April 2015            | 31          | 14.                   | April 2016            |
| ১          | জ্যৈষ্ঠ       | 1.            | Jyoishtho     | 32          | 15.                   | Mai 2012              | 31          | 16.                   | Mai 2013              | 31          | 16.                   | Mai 2014              | 32          | 16.                   | Mai 2015              | 32          | 15.                   | Mai 2016              |
| ১          | আষাঢ়        | 1.            | Asharh        | 31          | 16.                   | Juni 2012             | 31          | 16.                   | Juni 2013             | 32          | 16.                   | Juni 2014             | 31          | 17.                   | Juni 2015             | 31          | 16.                   | Juni 2016             |
| ১          | শ্রাবণ       | 1.            | Shrabon       | 32          | 17.                   | Juli 2012             | 31          | 18.                   | Juli 2013             | 31          | 18.                   | Juli 2014             | 32          | 18.                   | Juli 2015             | 32          | 17.                   | Juli 2016             |
| ১          | ভাদ্র        | 1.            | Bhadro        | 31          | 18.                   | August 2012           | 31          | 18.                   | August 2013           | 31          | 18.                   | August 2014           | 31          | 19.                   | August 2015           | 31          | 18.                   | August 2016           |
| ১          | আশ্বিন       | 1.            | Ashbin        | 30          | 18.                   | September 2012        | 31          | 18.                   | September 2013        | 31          | 18.                   | September 2014        | 30          | 19.                   | September 2015        | 30          | 18.                   | September 2016        |
| ১          | কার্তিক       | 1.            | Kartik        | 30          | 18.                   | Oktober 2012          | 29          | 19.                   | Oktober 2013          | 30          | 19.                   | Oktober 2014          | 30          | 19.                   | Oktober 2015          | 30          | 18.                   | Oktober 2016          |
| ১          | অগ্রহায়ণ     | 1.            | Ogrohayon     | 30          | 17.                   | November 2012         | 30          | 17.                   | November 2013         | 29          | 18.                   | November 2014         | 30          | 18.                   | November 2015         | 30          | 17.                   | November 2016         |
| ১          | পৌষ         | 1.            | Poush         | 29          | 17.                   | Dezember 2012         | 29          | 17.                   | Dezember 2013         | 30          | 17.                   | Dezember 2014         | 29          | 18.                   | Dezember 2015         | 29          | 17.                   | Dezember 2016         |
| ১          | মাঘ         | 1.            | Magh          | 29          | 15.                   | Januar 2013           | 29          | 15.                   | Januar 2014           | 29          | 16.                   | Januar 2015           | 29          | 16.                   | Januar 2016           | 29          | 15.                   | Januar 2017           |
| ১          | ফাল্গুন       | 1.            | Falgun        | 30          | 13.                   | Februar 2013          | 30          | 13.                   | Februar 2014          | 30          | 14.                   | Februar 2015          | 30          | 14.                   | Februar 2016          | 30          | 13.                   | Februar 2017          |
| ১          | চৈত্র        | 1.            | Choitro       | 30          | 15.                   | März 2013             | 31          | 15.                   | März 2014             | 30          | 16.                   | März 2015             | 30          | 15.                   | März 2016             | 31          | 15.                   | März 2017             |

Die Tage eines Monats werden von 1 bis 29 bzw. 32 gezählt. Die bengalischen Zahlzeichen findet man unter bengalische Ziffern.

## Woche
Die Wocheneinteilung ist babylonisch-griechischen Ursprungs. Die Namen sind von den entsprechenden Gottheiten abgeleitet. Die Namen sind in der folgenden Tabelle zusammengestellt:
| bengalisch | Transkription  | im gregorianischen Kalender |
| সোমবার       | Shombar        | Montag                      |
| মঙ্গলবার     | Monggolbar     | Dienstag                    |
| বুধবার       | Budhbar        | Mittwoch                    |
| বৃহস্পতিবার    | Brihoshpotibar | Donnerstag                  |
| শুক্রবার      | Shukrobar      | Freitag                     |
| শনিবার       | Shonibar       | Samstag                     |
| রবিবার       | Robibar        | Sonntag                     |